# Акинатор
„Акинатор“ е видеоигра, разработена от френската компания Elokence.

## Описание
Играчът трябва да си намисли някой реален или измислен персонаж и компютърът трябва да познае кой е той, като задава серия от въпроси. Използва се изкуствен интелект, който подбира най-добрите въпроси, които да зададе.

## Развитие
Играта е базирана на програмата Limule, направена от Elokence, и работи по вътрешно проектиран алгоритъм.

## Критична оценка
L'Express оценява „Акинатор“ с 5 от 5 точки в класацията си с iPhone приложения на седмицата за 9 септември 2009 г.
В Европа популярността на играта достига своя пик през 2009 г.